# 索里科
索里科（義大利語：Sorico），是意大利科莫省的一个市镇。总面积23平方公里，人口1231人，人口密度53.5人/平方公里（2009年）。ISTAT代码为013216。
索里科与杜比诺、杰拉拉廖、蒙泰梅佐、诺瓦泰梅佐拉、萨莫拉科和韦尔切伊阿接壤。